# UN Peacemaker
UN Peacemaker är ett av Förenta nationerna uppbyggt nätbaserat informations- och kunskapsverktyg som stöd för internationella professionella fredsbevarare. 
Verktyget förser internationella medlare med resurser, som till exempel information om fredsavtal och fredsbevaringsmandat. Databanken består av mer än 350 undertecknade fredsavtal sedan 1945 och över 500 dokument, artiklar och utdrag ur böcker som framhäver viktiga analyser, FN-medling eller liknande teman. Dessutom innehåller UN Peacemaker ett omfattande juridiskt bibliotek med det juridiska systemet som vägleder FN:s fredsbevaringsinsatser. Därtill erbjuder webbsidan lättillgänglig kunskap om fredsbevarande genom Peacemaker’s Toolbox, Erfarenhetsrapporter (Lessons Learned), Case Briefs, operationella rådgivningsanteckningar, kunskapsessäer och kommentarer om fredsavtal och handhavandet av fredsprocesser.
Fredsbevaringskunskapen härstammar från FN:s omfattande erfarenheter inom fredsbevarande. Rådgivning och kommentarer har nåtts genom intervjuer med FN-personal och FN:s fredsbevarare.
Webbsidan lanserades offentligt den 3 oktober 2006 och är en del av en helhetsansträngning av FN:s politiska avdelning (DPA) att erbjuda råd och stöd till FN:s generalsekreterare och hans representanter i deras insatser att lösa internationella dispyter och inre konflikter. 